# United States Naval Observatory
(Motto dello United States Naval Observatory, tratto dall’Astronomica di Marco Manilio.)

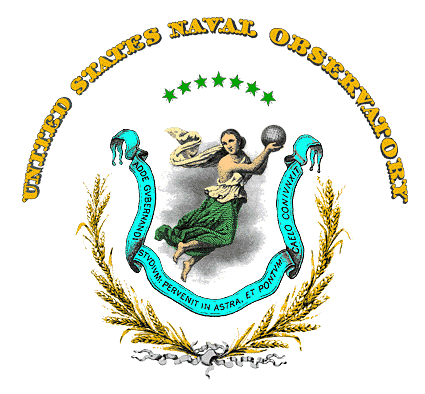
Il sigillo dell'USNO con una citazione dall’Astronomica di Marco Manilio.

Lo United States Naval Observatory (USNO) è una delle più antiche istituzioni scientifiche degli Stati Uniti d'America, che ha l'incarico di essere d'ausilio alla navigazione per la Marina degli Stati Uniti ed il Dipartimento della Difesa, attraverso il calcolo della posizione degli astri e l'indicazione di un segnale orario (Positioning, Navigation and Timing, PNT).
Sito a Washington, il primo nucleo dell'osservatorio fu costruito nel XIX secolo, quando era ben lontano dall'inquinamento luminoso prodotto dall'allora piccolo centro urbano. Oggi, le osservazioni sono condotte in una sezione distaccata presso Flagstaff, in Arizona. L'USNO gestisce inoltre due serie di orologi atomici, indicate come il "Master Clock", e l'"Alternate Master Clock" (quest'ultimo sito presso la Schriever Air Force Base di Colorado Springs), attraverso cui fornisce il riferimento temporale per la costellazione di satelliti GPS, gestito dall'aeronautica militare degli Stati Uniti. Esegue, inoltre, osservazioni radio di quasar in collaborazione con altre istituzioni internazionali entro l'International Earth Rotation and Reference Systems Service. I dati raccolti, sfruttando tecniche interferometriche vengono utilizzati per stabilire i Parametri di Orientamento della Terra.
Dal 1974, il Number One Observatory Circle è la residenza ufficiale del Vice Presidente degli Stati Uniti. L'edificio è sito nel terreno dell'osservatorio e in precedenza è stato adibito a residenza del soprintendente dell'USNO e successivamente del Chief of Naval Operations (CNO), consigliere per la Marina del Segretario di Stato e del Presidente degli Stati Uniti.

## Storia

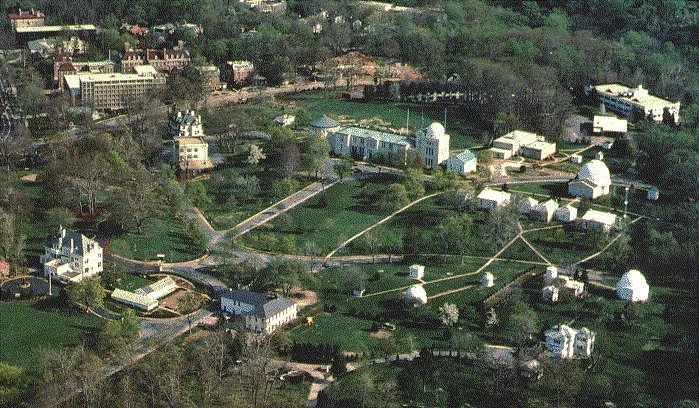
Vista aerea dell'osservatorio a Washington.

Fu istituito per ordine del Segretario alla Marina John Branch il 6 dicembre 1830 come "Depot of Charts and Instruments". Sotto la direzione del tenente Louis M. Goldsborough, con uno stanziamento annuo di 330 dollari, ricevette l'incarico di restaurare, riparare e calibrare strumenti per la navigazione. Fu convertito in osservatorio astronomico nazionale nel 1842 con legge federale ed uno stanziamento di 25.000 dollari. Il tenente James Melville Gilliss fu incaricato di "acquisire gli strumenti ed i libri necessari" a tale scopo.
All'osservatorio fu assegnato l'incarico di occuparsi dei cronometri di marina, delle carte e di altri strumenti per la navigazione della Marina degli Stati Uniti. Suo specifico compito era calibrare opportunamente i cronometri delle navi utilizzando il passaggio degli astri al meridiano. Sito inizialmente in Foggy Bottom (uno dei più antichi quartieri di Washington, in prossimità del successivo Lincoln Memorial), l'osservatorio fu spostato nel 1893 nell'attuale collocazione, sulla sommità della collina alta circa 85 metri, nota da allora come Observatory Hill.
Il primo soprintendente fu il comandante di marina Matthew Fontaine Maury, che ottenne per l'Osservatorio la prima time ball degli Stati Uniti (la dodicesima al mondo), realizzata da Charles Goodyear in gomma vulcanizzata e posta in esercizio nel 1845. La time ball era lasciata cadere al mezzogiorno quotidianamente, salvo la domenica, segnalando alle navi in porto e ai civili l'ora esatta. Alla fine della Guerra di secessione, gli orologi dell'osservatorio comunicavano tre volte al giorno l'ora esatta attraverso ripetitori nelle caserme dei pompieri della città, collegati all'osservatorio attraverso il telegrafo e a partire dai primi anni settanta dell'Ottocento, il segnale orario del mezzogiorno era distribuito in tutti gli Stati Uniti attraverso la Western Union Telegraph Company. Il servizio era inoltre venduto alle compagnie ferroviarie e agli inizi del Novecento fu introdotto un sistema wireless per la comunicazione del segnale orario.

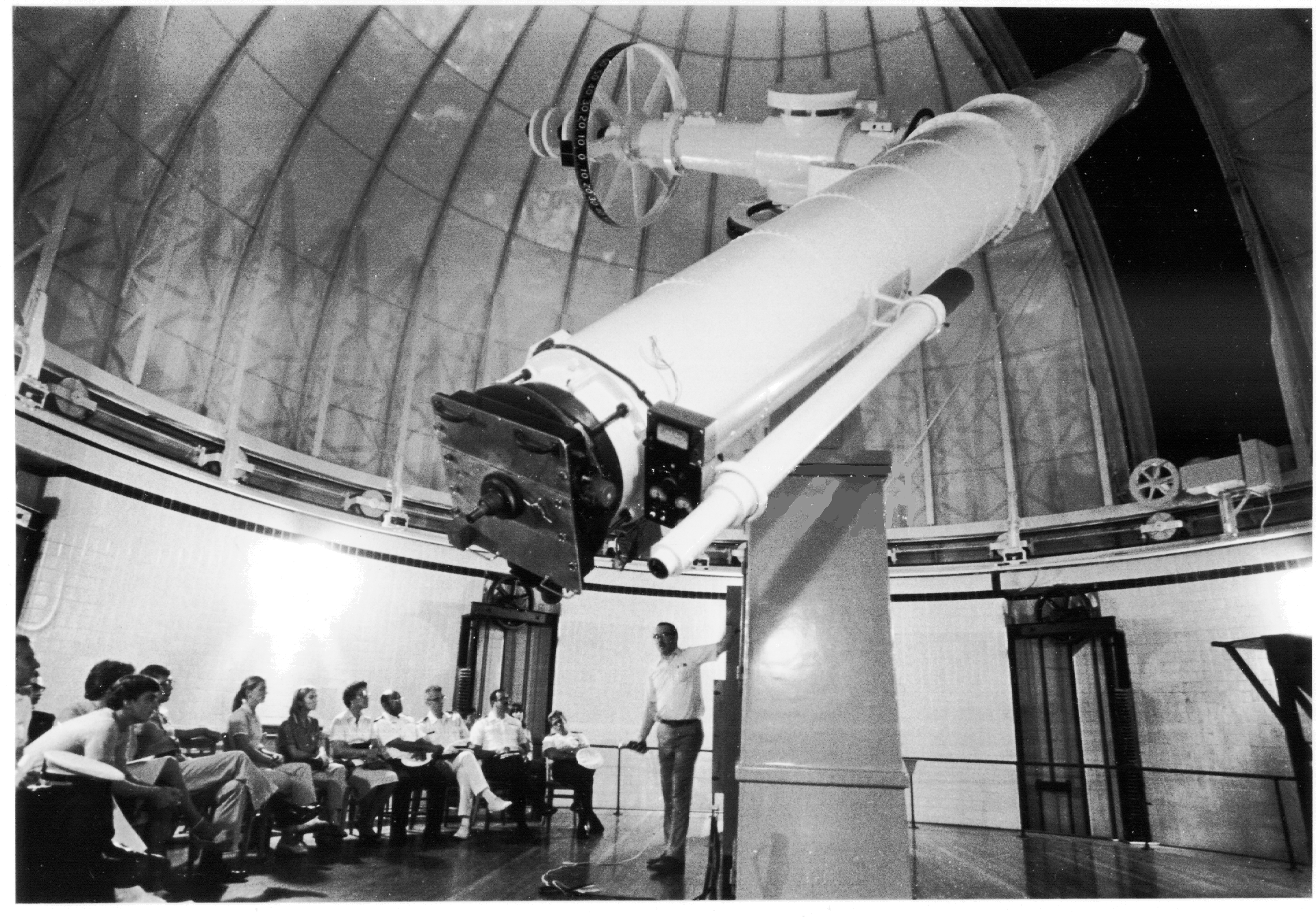
Il telescopio rifrattore di 26 pollici di diametro inaugurato nel 1873.

Per i primi dieci anni di attività, l'osservatorio fu indicato sia come "National Observatory" sia come "Naval Observatory"; quest'ultima denominazione fu adottata infine con un provvedimento della marina.
Nel 1866 il Nautical Almanac Office (NAO), istituito nel 1849 a Cambridge, venne spostato a Washington e nel 1893 collocato presso l'USNO, cui venne accorpato nel 1894, mantenendo tuttavia ancora per diversi anni la propria autonomia.
Uno dei primi incarichi scientifici assegnati all'Osservatorio fu di contribuire per gli Stati Uniti alla determinazione dell'Unità astronomica - distanza media della Terra dal Sole - sotto la direzione della Commissione statunitense per il Transito di Venere, finanziata dal Congresso. Le misure astronomiche condotte durante episodici transiti di Venere in vari paesi dal 1639, avevano condotto ad un progressivo miglioramento nella determinazione della misura dell'unità astronomica. L'USNO adottò le tecniche fotografiche: nel 1874 espose 350 piastre e 1.380 nel 1882. I risultati delle osservazioni condotte simultaneamente da varie località sulla superficie della Terra per entrambi i transiti condussero alla determinazione della parallasse solare in 8,809", con un errore stimato in 0,0059"; da cui l'unità astronomica fu stimata in 149.342.000 km, con un errore stimato in 96.100 km.
Nel 1873 fu installato presso l'Osservatorio un telescopio rifrattore di 26 pollici (66 cm) di diametro, il più grande al mondo allora esistente, primato che mantenne per una decina d'anni. Fu con tale strumento che l'astronomo Asaph Hall scoprì il 12 agosto ed il 18 agosto 1877, rispettivamente, Deimos e Fobos, i satelliti di Marte.

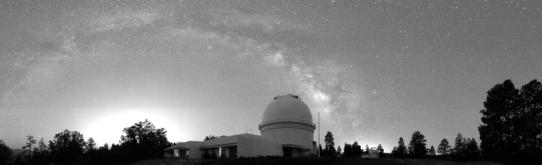
Naval Observatory Flagstaff Station.

Nel novembre del 1913 l'Osservatorio di Parigi, utilizzando la Torre Eiffel come antenna, scambiò segnali radio con l'USNO (che utilizzava per la comunicazione un'antenna presente ad Arlington) allo scopo di determinare l'esatta differenza di longitudine tra le due località.

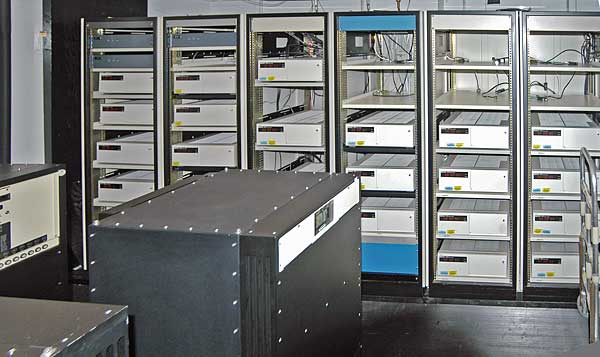
Serie di orologi atomici presso l'USNO.

Nel 1934 ha visto la prima luce l'ultimo grande telescopio installato presso la sede di Washington dell'USNO. Lo strumento aveva un'apertura di 40 pollici (circa 1 metro) e fu costruito da George Ritchey. La sua configurazione ottica, indicata come Ritchey-Chrétien, è divenuta quella di riferimento per i grandi telescopi che l'hanno seguito, inclusi i Telescopi Keck e il Telescopio spaziale Hubble. Il crescente inquinamento luminoso proveniente dalla città condusse l'USNO a spostare lo strumento in un sito d'osservazione più favorevole, individuato in Flagstaff, in Arizona. Le operazioni presso il nuovo osservatorio (indicato come Naval Observatory Flagstaff Station, NOFS) iniziarono nel 1955 e nel 1964 vide la prima luce un secondo telescopio riflettore, di 61 pollici (154 cm) di diametro.
Il moderno USNO continua ad essere una delle istituzioni più autorevoli nei comitati internazionali incaricati di stabilire i sistemi di riferimento per la misura del tempo e ciò che ne deriva per la navigazione navale, l'astrometria e la navigazione celeste.
Gestisce inoltre due importanti set di orologi atomici, indicati come "Master Clock", (nella sede di Washington) e "Alternate Master Clock" (presso la Schriever Air Force Base di Colorado Springs), attraverso cui fornisce il riferimento temporale per la costellazione di satelliti GPS, gestito dall'aeronautica militare degli Stati Uniti.
Presso la sede di Washington è presente la più ampia biblioteca astronomica degli Stati uniti.